# بنو مرة (غطفان)
بنو مرة  قبيلة  من بطون قبيلة غطفان كانت لها مشاركات عسكرية خلال عهد النبي محمد.  شاركوا في معركة الخندق ؛ إذ كانوا من الأحزاب المهاجمة للمدينة.
كانوا فرعا في قبيلة غطفان